# Макаев, Цахай Макашарипович
Цахай Макашарипович Макаев (20 марта 1917 — 18 апреля 1972) — участник Великой Отечественной войны, командир орудия 37-го отдельного гвардейского истребительно-противотанкового дивизиона, 35-й гвардейской Лозовской стрелковой дивизии, 4-го гвардейского стрелкового корпуса, 8-й гвардейской армии, 1-го Белорусского фронта, гвардии старший сержант. Герой Советского Союза (15.05.1946).

## Биография
Цахай Макашарипович Макаев — Родился в 1917 году в селе Кая ныне Кулинского района Дагестана в крестьянской семье. По национальности лакец. Член ВКП(б)/КПСС с 1943 года. Образование начальное. Работал в колхозе. После женитьбы переехал в город Чарджоу Туркменской ССР, работал жестянщиком в райкомбинате.
В сентябре 1942 года был призван в армию. Учился в Астраханском артиллерийском училище, после окончания которого был направлен в Сталинград, где в боях подбил два вражеских танка и получил за это первый орден Красного Знамени. Прошёл с боями от Сталинграда до Берлина. В мае 1945 года он был ранен.
Командир орудия 37-го отдельного гвардейского истребительно-противотанкового дивизиона (35-я гвардейская стрелковая дивизия, 4-й гвардейский стрелковый корпус, 8-я гвардейская армия, 1-й Белорусский фронт) гвардии старший сержант Цахай Макаев отличился при форсировании реки Вислы в районе польского села Магнушев, штурме города Кюстрина (Костшин-над-Одрой, Польша) и отражении контратак 26 апреля 1945 года в пригороде столицы гитлеровской Германии — города Берлина.
На боевом счету славного сына дагестанского народа, грозного истребителя танков, отважного гвардейца-артиллериста семнадцать  уничтоженных танков, четыре самоходных орудия, четырнадцать пулемётов противника,и более пяти сотен фашистов.
Указом Президиума Верховного Совета СССР от 15 мая 1946 года за образцовое выполнение боевых заданий командования на фронте борьбы с немецко-фашистским захватчиками и проявленные при этом мужество и героизм гвардии старшему сержанту Макаеву Цахаю Макашариповичу присвоено звание Героя Советского Союза с вручением ордена Ленина и медали «Золотая Звезда» (№ 744).(Золотая звезда была вручена самим Сталиным)
В 1945 году Ц. М. Макаев демобилизован. Жил, а точнее выживал на родине — в Дагестане, два года скитался в селении до тех пор пока его не нашёл один из полковников и отправлен в Тбилиси где и был награждён. Работал председателем сельсовета. Скончался 18 апреля 1972 года.

## Награды
- Медаль «Золотая Звезда» Героя Советского Союза.
- Орден Ленина.
- Орден Красного Знамени.
- Орден Красного Знамени.
- Орден Отечественной войны 2 степени.
- Орден Красной Звезды.
- Орден Красной Звезды.
- Медали.

## Память
- Именем Героя названа улица в городе Чарджоу.
- Его именем названа улица в поселке Новый Кяхулай Ленинского района города Махачкалы[1].